# Idiotas primero
Idiotas primero o Los idiotas primero (en inglés: Idiots First) es un libro de relatos breves publicado en 1963 por el escritor judío estadounidense Bernard Malamud. Se compone de doce piezas, todas las cuales habían aparecido antes publicadas en revistas.
Muchos de los cuentos, aunque no todos, tienen como tema principal las experiencias de la comunidad judía de Estados Unidos. 

## Traducciones al español
El libro fue traducido al español en 1968 por Gabriel Ferrater y Susana Lugones y se publicó en la editorial Seix Barral. En la edición en español solo figuran once de los doce relatos; no se tradujo el titulado "Still Life" (Naturaleza muerta). Sí se incluyó en la edición de los Cuentos reunidos traducida por Damià Alou (El Aleph Editores, 2011), donde se recoge la obra cuentística completa de Malamud.

## Relatos
| #  | Título original              | Título en español                | Aparecido previamente en                                           |
| -- | ---------------------------- | -------------------------------- | ------------------------------------------------------------------ |
| 1  | "Idiots First"               | "Los idiotas primero"            | Commentary, 32 (diciembre de 1961), pp. 101-112                    |
| 2  | "Black is My Favorite Color" | "El negro es mi color favorito"  | Reporter, 29 (18 de julio de 1963), pp. 43-44                      |
| 3  | "Still Life"                 | "Naturaleza muerta"              | Partisan Review, 29 (invierno de 1962), pp. 95-112.                |
| 4  | "The Death of Me"            | "Me vais a matar"                | World Review, 26 (abril de 1951), pp. 48-51.                       |
| 5  | "A Choice of Profession"     | "Elegir una profesión"           | Commentary, 36 (septiembre de 1963), pp. 235-241.                  |
| 6  | "Life is Better than Death"  | "La vida es mejor que la muerte" | Esquire, 59 (mayo de 1963), pp. 78-79.                             |
| 7  | "The Jewbird"                | "El pájaro judío"                | Reporter, 28 (11 de abril de 1963), pp. 33-36.                     |
| 8  | "Naked Nude"                 | "Desnudo raptado"                | Playboy, 10 (agosto de 1963), pp. 48-50, 52, 122-124.              |
| 9  | "The Cost of Living"         | "El costo de la vida"            | Harper's Bazaar, 84 (marzo de 1950), pp. 142, 209, 212-213.        |
| 10 | "The Maid's Shoes"           | "Los zapatos de la sirvienta"    | Partisan Review, 26 (invierno de 1959), pp. 32-44.                 |
| 11 | "Suppose a Wedding"          | "Figúrate una boda"              | New Statesman, 65 (8 de febrero de 1963), pp. 198-200.             |
| 12 | "The German Refugee"         | "El refugiado alemán"            | Saturday Evening Post, 236 (14 de septiembre de 1963), pp. 38, 39. |